# アルフレッド・ビンダ
アルフレッド・ビンダ（Alfredo Binda。1902年8月11日–1986年7月19日）はイタリアの往年の名自転車競技選手。ジロ・デ・イタリアで史上初めて、かつ歴代最多の5回の総合優勝を果たした他、1927年に創設された、世界自転車選手権・プロ個人ロードレース種目の初代優勝者でもある。また、世界選手権の同種目においても歴代最多の3回優勝の実績を誇る。近時、原語に近い、アルフレード・ビンダと表記している
ケースも見受けられる。

## 経歴
ロンバルディア州のチッティーリオ出身であるが、フランスのニースにて左官の修行を積んでいたという。1922年にプロ選手となる。
1925年にジロ初制覇を果たし、その後、27・28・29・33年に総合優勝を果たすが、ジロでの区間優勝もまた、通算41回にも及ぶ。この記録は、マリオ・チポリーニが区間通算42勝を果たすまでジロにおける歴代最多区間優勝記録であった。ちなみに1927年の大会では、15区間のうち12区間で区間優勝を果たした。加えて1933年に創設された山岳賞の初代受賞も果たした。また1926年のイタリア国内選手権において、コスタンテ・ジラルデンゴの同レース10連覇を阻止した（ジラルデンゴは2位）。
一方、1930年のジロにおいて、主催者側があまりにもビンダが勝ちすぎることを懸念し、22500リラ（総合優勝並びにいくつかの区間優勝賞金に相当する額）を支払う代わりに出場辞退を要請。したがってこの年はジロには出場せず、代わってこの年初めてツール・ド・フランスに出場。区間2勝を挙げた。
世界選手権では上記の他、30・32年にも優勝。またジロ・ディ・ロンバルディア、イタリア国内選手権では4回の優勝を飾った。
引退後は監督として活躍。ジーノ・バルタリ、ファウスト・コッピ、ガストネ・ネンチーニらをグランツール総合優勝に導いた。

## 主な戦績
1925
ジロ・デ・イタリア:
総合優勝。区間1勝(第6)。
ジロ・ディ・ロンバルディア 優勝
1926
ジロ・ディ・ロンバルディア 優勝
イタリア選手権優勝
ジロ・デ・イタリア 
区間6勝(第3、6、7、9、11、12)。
1927
ジロ・デ・イタリア:
総合優勝。区間12勝(第1、2、3、5、6、7、8、9、10、12、14、15)。
 世界選手権 プロ・ロードレース 優勝（初代）
ジロ・ディ・ロンバルディア 優勝
イタリア選手権優勝
1928
ジロ・デ・イタリア:
総合優勝。区間6勝(第2、3、4、5、10、11)。
イタリア選手権優勝
1929
ジロ・デ・イタリア:
総合優勝。区間8勝(第2、3、4、5、6、7、8、9)。
ミラノ～サンレモ 優勝
イタリア国内選手権優勝
1930
 世界選手権 プロ・ロードレース 優勝
ツール・ド・フランス 区間2勝(第8、9)
1931
ミラノ〜サンレモ 優勝
ジロ・ディ・ロンバルディア 優勝
ジロ・デ・イタリア 区間2勝(第3、4)。
1932
 世界選手権 プロ・ロードレース 優勝
ジロ・デ・イタリア 総合7位
1933
ジロ・デ・イタリア:
総合優勝。区間6勝(第2、8、9、10、13、17)。山岳賞（初代）。
1935
ジロ・デ・イタリア 総合16位